# Ok Taec-yeon
Ok Taec-yeon (옥택연?, 玉澤演?, Ok Taek-yeonLR; Pusan, 27 dicembre 1988) è un rapper, cantante, attore, compositore (sotto l'acronimo TY) e imprenditore sudcoreano, membro della boy band sudcoreana 2PM.

## Biografia
Nato a Pusan, all'età di 10 anni Ok Taec-yeon emigrò con i genitori Kim Mi-sook e Ok Kwang-ik e la sorella maggiore Jihyen a Bedford, nel Massachusetts. Vi rimase per sette anni, frequentando la Bedford High School, prima di tornare in patria, dove studiò alla Gel In High School di Seul e si laureò in amministrazione aziendale alla Dankuk University. Successivamente iniziò a studiare per ottenere un master in cooperazione internazionale all'Università della Corea.
Ok Taec-yeon fu persuaso a partecipare alle audizioni per la JYP Entertainment dalla sorella Jihyen, che aveva visto l'annuncio su Internet. All'inizio riluttante, decise di seguirla a New York il giorno del suo diciassettesimo compleanno. Una settimana più tardi, gli venne chiesto di recarsi in Corea del Sud per proseguire la competizione, essendo stato scelto come uno dei trentacinque finalisti. Inizialmente, Ok Taec-yeon aveva fatto domanda come modello, ma i giudici gli suggerirono di provare anche con il canto e la danza. Riuscì a entrare nella rosa degli ultimi dodici e a partecipare al talent show Superstar Survival, ma fu il primo concorrente ad essere eliminato.

## Carriera

### Cantante

#### 2PM
Nel 2008, Ok Taec-yeon prese parte al talent show Yeolhyeolnam-a in onda su Mnet, che seguiva i preparativi di tredici aspiranti cantanti, futuri membri della boy band One Day. Gli One Day furono divisi in due gruppi, 2AM e 2PM, e Ok Taec-yeon entrò in quest'ultimo. Sei mesi dopo, il gruppo debuttò con il singolo 10 out of 10 ("10점 만점에 10점"), ma fu soltanto in occasione dell'uscita del secondo singolo 2:00PM Time for Change che il gruppo attirò l'attenzione della nazione. Per il gruppo, Ok Taec-yeon collaborò alla stesura dei testi di "A.D.T.O.Y.", "Comeback When You Hear This Song", "I'm Sorry" , "One More Day", "Coming Down", "Go Back" e "Call My Name" nell'album Grown, "Mine", "Awesome!", "Rain Is Falling", "Boyfriend" e "Pull&Pull" nell'album Go Crazy!. Per No.5 compose e scrisse "About To Go Insane", "Magic" e "Jump", oltre a scrivere i rap di "Hallucination", "Not The Only One", "Hotter Than July", "Red", "Wanna Love You Again" e "Good Man".
Alcuni suoi brani solisti sono stati inclusi nei dischi del gruppo: "Traición" (da lui scritta e composta) e "It's Time" (scritta, composta ed eseguita con San E e Yubin) in Grown, "Please Come Back" (da lui scritta e composta, eseguita con Baek A-yeon e Chansung) e "The Word, Love" (da lui scritta, ed eseguita con Chansung) in Go Crazy!.

#### Solista

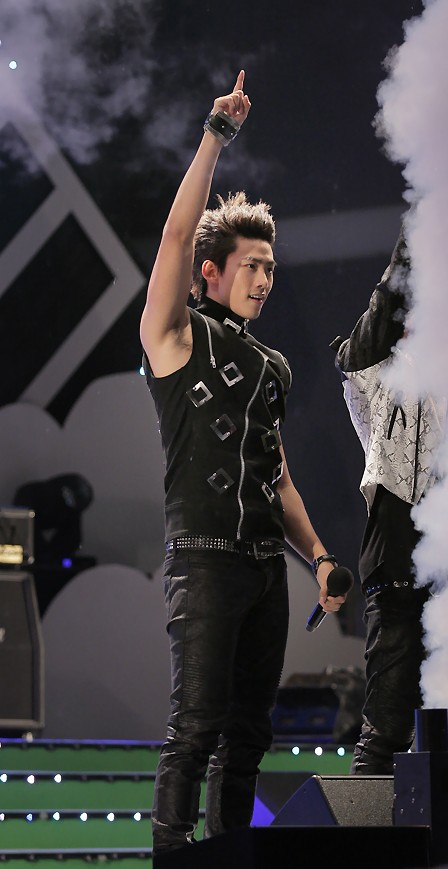
Ok Taec-yeon nel 2011.

All'inizio del 2012, Ok Taec-yeon si riunì con i suoi ex-compagni d'università per realizzare un album digitale, Blue Bears with Ok Taec-yeon, eseguito live il 24 febbraio durante la cerimonia per le matricole. La title track "Wing (날개)" fu scritta e composta da Life Music e dagli studenti dell'università, con le parti rap scritte direttamente da Ok Taec-yeon. Il secondo brano, un remake di "A Night Like Tonight (오늘같은 밤)" di Lee Gwang-jo, fu incluso nell'esibizione, completato da un rap sempre scritto da Ok Taec-yeon. L'album venne messo in vendita il 29 febbraio e i proventi donati all'università.
Ok Taec-yeon scrisse personalmente anche altri brani, con il nome d'arte di TY. Nel 2012 vennero "Kiss" e "After you've left me (니가 날 떠난 후에)", eseguite per la prima volta il 25 maggio, "Lullaby for Hottest (자장가 for Hottest)", resa disponibile per il download gratuito sul fancafé ufficiale della band il 18 giugno, "Sexy Wooyoung" per il debutto da solista del compagno dei 2PM Wooyoung, "Boring Holiday (심심한 명절)" per il chuseok e "Diet Song for Hottest" il 18 dicembre.
Durante il concerto live What Time is It?, eseguì il brano "It's Time", un featuring con Yubin delle Wonder Girls e San E. Il 15 aprile 2013, in occasione del concerto al Tokyo Dome, compose "I Love U, U Love Me", un pezzo in giapponese che raggiunse immediatamente il primo posto nella classifica Recochoku delle suonerie per cellulari; il 7 maggio, per celebrare l'uscita del terzo album Grown, caricò sul fancafé ufficiale la canzone in inglese "The Wait", ringraziando i sostenitori per aver atteso il ritorno dei 2PM sulle scene. Collaborò poi con il cantante Cho Yong-pil per il remake giapponese dell'album Hello di quest'ultimo, scrisse e compose "Wedding Eve (결혼전야)", la sigla iniziale del film Gyeolhonjeon-ya, in cui fu tra i protagonisti, e un nuovo brano per i fan dei 2PM, "Happy Valentine's Day".
Il 9 agosto 2014, durante il concerto della JYP Nation One Mic, cantò con Seulong dei 2AM il brano inedito "U Don't Know", da lui composto.

### Attore
Al di là delle attività con i 2PM, Ok Taec-yeon intraprese anche una carriera di attore. Nel 2010 debuttò nel drama televisivo Cinderella eonni con Moon Geun-young e Chun Jung-myung. Il suo secondo drama fu Dream High nel 2011, nel quale interpretò il ruolo di Hyun Shi-hyuk "Jin-guk" (Dylan Hyun nell'adattamento italiano). Dal settembre dello stesso anno fu anche fra i protagonisti del dorama giapponese Boku to Star no 99 Nichi in onda su Fuji TV.
Nel 2013, interpretò il ruolo di un poliziotto nella serie soprannaturale Who Are You, mentre l'anno successivo fu una problematica guardia del corpo nel drama familiare Cham joh-eun sijeol. Nel 2015, ottiene la parte di un laureato in pubblica amministrazione che vuole fare il poliziotto nella serie Assembly, mentre nel 2016 interpreta il protagonista della webserie Neol manjilgeo-ya con Song Ha-yoon.
Nel 2021, Ok Taec-yeon interpretò il ruolo di Jang Jun-woo nel kdrama Vincenzo, reso disponibile sulla piattaforma di streaming Netflix.

### Altre attività
Insieme al compagno dei 2PM Wooyoung, nel 2009 presentò il programma musicale di SBS Inkigayo, e fu membro permanente del cast di Family Outing 2 fino alla sua cancellazione. Nel gennaio 2010, fu scelto, con gli altri 2PM e l'attrice Yoon Eun-hye, per sponsorizzare la birra Cass Beer. Insieme realizzarono il brano promozionale "Tik Tok" e un video-drama di 12 minuti, pubblicato l'8 febbraio, in cui Ok Taec-yeon interpreta uno dei protagonisti. A maggio dello stesso anno, apparve in un altro video-drama per il parco acquatico Caribbean Bay dell'Everland Resort di Yongin, insieme a Nichkhun, Chansung e Yoona, Seohyun e Yuri delle Girls' Generation. Nel febbraio 2013, fu annunciato che lui e l'attrice taiwanese Gui Gui avrebbero finto di essere una coppia sposata nell'edizione globale del reality show Uri gyeolhonhaess-eo-yo.

### Okcat
Ok Taec-yeon è noto per aggiungere alla propria firma dei gatti con un lungo corpo e una grossa testa, chiamati Okcat (옥캣). Nel 2011, gli Okcat iniziarono ad apparire su alcuni oggetti distribuiti ai fan in occasione degli eventi promozionali in Giappone (ciotole per noodles, portamonete, bentō box), fino a diventare un vero e proprio marchio nel 2013, quando furono messi in commercio degli Okcat di peluche. Durante una conferenza stampa il 10 novembre, venne presentato altro merchandise che sarebbe stato prodotto nel corso degli anni: cuscini, chiavi USB e accessori per smartphone. Nei primi dieci mesi di commercializzazione, gli Okcat fruttarono un milione di dollari statunitensi.
Ok Taec-yeon scrisse personalmente il jingle per il marchio, realizzandone anche la versione natalizia pubblicata nel 2013 nel singolo Okcat's Lonely Christmas insieme alla versione originale. Anche negli anni successivi vennero scritti e pubblicati dei brani natalizi: Christmas with You (2014) e "Be My Merry Christmas" (2015). Il 24 e il 25 dicembre 2015, il cantante tenne inoltre tre concerti a Seul sotto il nome di Okcat's Lonely Christmas Event.

## Popolarità
Il 25 febbraio 2013, ottenne un milione di follower su Twitter: fu il terzo artista della JYP Entertainment a raggiungere questo traguardo, dopo il compagno dei 2PM Nichkhun e Suzy delle miss A. Ok Taec-yeon è stato inserito al tredicesimo posto nella classifica dei volti maschili più belli del 2013 stilata da The Independent Critics List, sopra Robert Downey Jr., Gerard Butler, Hugh Jackman e David Beckham. Nella successiva classifica del 2014 è, invece, decimo.

## Discografia
Di seguito, le opere di Ok Taec-yeon come solista. Per le opere con i 2PM, si veda Discografia dei 2PM.

### Album in studio
- 2017 – Taecyeon Special: Winter Hitori

### Colonne sonore
- 2011 – Dream High (Dream High – con Suzy, Wooyoung, Kim Soo-hyun e JOO)
- 2011 – My Valentine (Dream High – con Park Jin-young e Nichkhun)
- 2013 – I Love You (Uri gyeolhonhaess-eo-yo edizione globale – con Gui Gui)
- 2013 – Wedding Eve (결혼전야) (Gyeolhonjeon-ya – con il resto del cast)

### Pubblicità
- 2012 – Classic (per Reebok Classic, con Suzy e Wooyoung)

### Collaborazioni
- 2010 – This Christmas (con gli altri artisti della JYP Entertainment)
- 2009 – Yes I'm In Love (con Bada)
- 2009 – My Ear's Candy (내 귀에 캔디, con Baek Ji-young)
- 2012 – Madness (con le miss A)

## Filmografia

### Cinema
- Gyeolhonjeon-ya (결혼전야), regia di Hong Ji-young (2013)

### Televisione
- Cinderella eonni (신데렐라 언니) – serie TV (2010)
- Dream High (드림하이) – serie TV, 16 episodi (2011)
- Boku to Star no 99 Nichi (僕とスターの99日) – serie TV (2011)
- Who Are You (후아유) – serie TV, 16 episodi (2013)
- Cham joh-eun sijeol (참 좋은 시절) – serie TV (2014)
- Ssa-uja gwisin-a (싸우자 귀신아) – serie TV (2016)
- Save Me (구해줘?, GuhaejwoLR) – serie TV (2017)
- Vincenzo (빈센조?) - serie TV (2021)
- Gaseum-i ttwinda (가슴이 뛴다?) – serie TV (2023)
- Blind (블라인드?, Beulla-indeuLR) – serie TV (2022)

## Videografia
Oltre che nei videoclip dei 2PM, Ok Taec-yeon è apparso anche nei seguenti video:
- 2009 – My Ear's Candy, videoclip del brano feat. Baek Ji-young
- 2010 – This Christmas, parte della compilation della JYP Entertainment
- 2012 – Wing, videoclip del brano dei Blue Bears with Ok Taec-yeon
- 2012 – Classic, videoclip del brano feat. Suzy e Wooyoung
- 2013 – Wedding Eve (결혼전야)

## Riconoscimenti
Di seguito, i premi ricevuti solo da Ok Taec-yeon. Per i premi ricevuti insieme ai 2PM, si veda Premi e riconoscimenti dei 2PM.
- 2010 – KBS Drama Awards
  - Nomination Miglior nuovo attore (Cinderella eonni)
  - Nomination Premio popolarità (Cinderella eonni)
- 2011 – Baeksang Arts Awards
  - Nomination Premio popolarità, attore televisivo (Cinderella eonni)
  - Nomination Miglior nuovo attore televisivo (Cinderella eonni)
- 2011 – Bugs Music Awards
  - Colonna sonora dell'anno per "My Valentine", con Nichkhun (Dream High)
- 2011 – KBS Drama Awards
  - Nomination Miglior coppia, con Suzy (Dream High)
- 2014 – Baeksang Arts Awards[57]
  - Nomination Premio popolarità, attore cinematografico (Gyeolhonjeon-ya)
  - Nomination Premio popolarità, attore televisivo (Cham joh-eun sijeol)
- 2014 – APAN Star Awards[58]
  - Nomination Attore d'eccellenza in una drama lungo (Cham joh-eun sijeol)

## Doppiatori italiani
Nelle versioni in italiano dei suoi film, Ok Taec-yeon è stato doppiato da:
- Ruggero Andreozzi in Dream High
- Flavio Aquilone in Vincenzo